# احمر هو لون الحناء
أحمر هو لون الحناء (بالهندية: Mehndi Hai Rachne Waali) هو مسلسل درامي رومانسية هندي من إنتاج عام 2021. المسلسل من بطولة شيفانجي خيدكار وساي كيتان راو، وهو مقتبس من المسلسل التيلوجوي Gorintaku.
عُرض المسلسل لأول مرة على قناة ستار بلس الهندية، وتمت دبلجته لاحقًا إلى اللغة العربية وعُرض على قناة إم بي سي بوليوود، حيث حقق شعبية في العالم العربي.

## القصة
تدور أحداث المسلسل في مدينة حيدر آباد حول بالافي ديشموخ (شيفانجي خيدكار)، وهي أرملة شابة تعيش مع عائلة زوجها الراحل وتدير متجرًا للساري لتلبية احتياجاتهم. على الجانب الآخر، هناك راغاف راو (ساي كيتان راو)، وهو رجل أعمال ثري ومتغطرس، لكنه يخفي ماضيًا مؤلمًا جعله بعيدًا عن عائلته.
تتقاطع طرقهما بسبب سوء فهم، مما يؤدي إلى سلسلة من الصدامات والعداوة. تتصاعد الأحداث عندما يُجبر راغاف بالافي على الزواج منه لإنقاذ شقيقها من السجن. تبدأ حياتهما الزوجية بكراهية وتحديات، ولكن مع مرور الوقت، يبدأ كل منهما في اكتشاف الجانب الحقيقي للآخر، وتتحول علاقتهما تدريجيًا إلى قصة حب عميقة.
تواجه علاقتهما العديد من العقبات، بما في ذلك عودة زوج بالافي السابق، ماندار، الذي كان يُعتقد أنه متوفى، بالإضافة إلى المؤامرات التي تحيكها شخصيات أخرى تهدف إلى التفريق بينهما.

## فريق العمل
| الممثل         | الشخصية       |
| -------------- | ------------- |
| شيفانجي خيدكار | بالافي ديشموخ |
| ساي كيتان راو  | راغاف راو     |
| سميتا بانسال   | أمروتا ديشموخ |
| ميليند فاتك    | فيجاي ديشموخ  |
| كاران مانويل   | سوني          |
| هيماني باني    | كيرتي راو     |

## البث والدبلجة
عُرض المسلسل لأول مرة في الهند على قناة ستار بلس في 15 فبراير 2021، واختتم عرضه في 27 نوفمبر 2021، بعد 246 حلقة.
في العالم العربي، قامت قناة إم بي سي بوليوود بدبلجة المسلسل إلى اللغة العربية تحت عنوان "أحمر هو لون الحناء"، وعرضته لمشاهديها.